# Триксис калифорнийский
Триксис калифорнийский (лат. Trixis californica) — цветковое растение, вид рода Триксис (Trixis) семейства Астровые (Asteraceae), произрастающее в США и Мексике.

## Ботаническое описание
Триксис калифорнийский — раскидистый кустарник или полукустарник с цветочными головками, на каждом из которых находится около 15 ярко-жёлтых цветков. Соцветие обычно в виде метёлки или щитка, но иногда цветочные головки несут единственный цветок на конце ветви. Листья ланцетные тёмно-зелёные, длиной 2-11 см, шириной 0,5-3 см. Хотя обычно цветёт с февраля по октябрь, вид может цвести почти круглый год в зависимости от зимних погодных условий.

Триксис калифорнийский
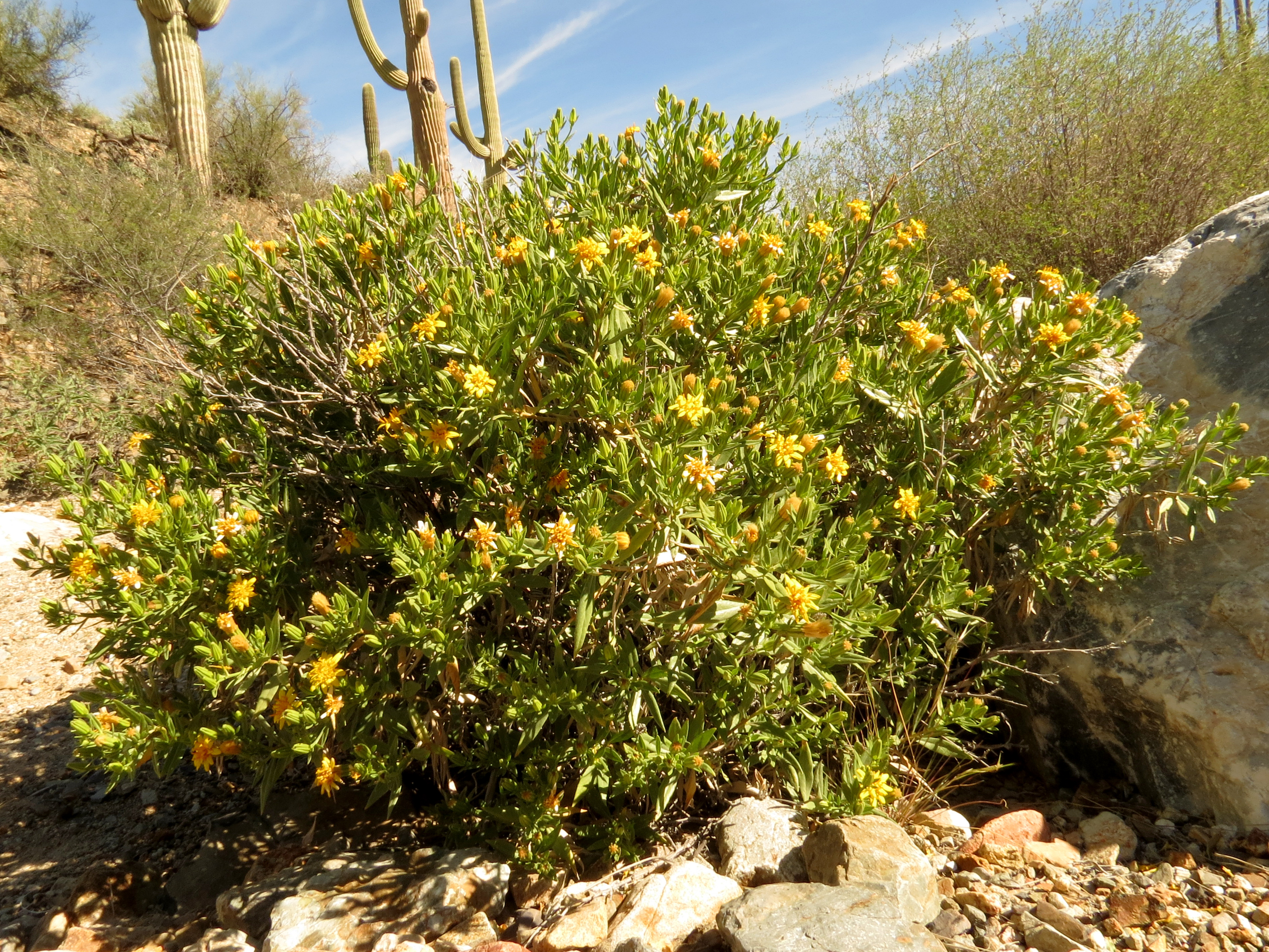
В природе
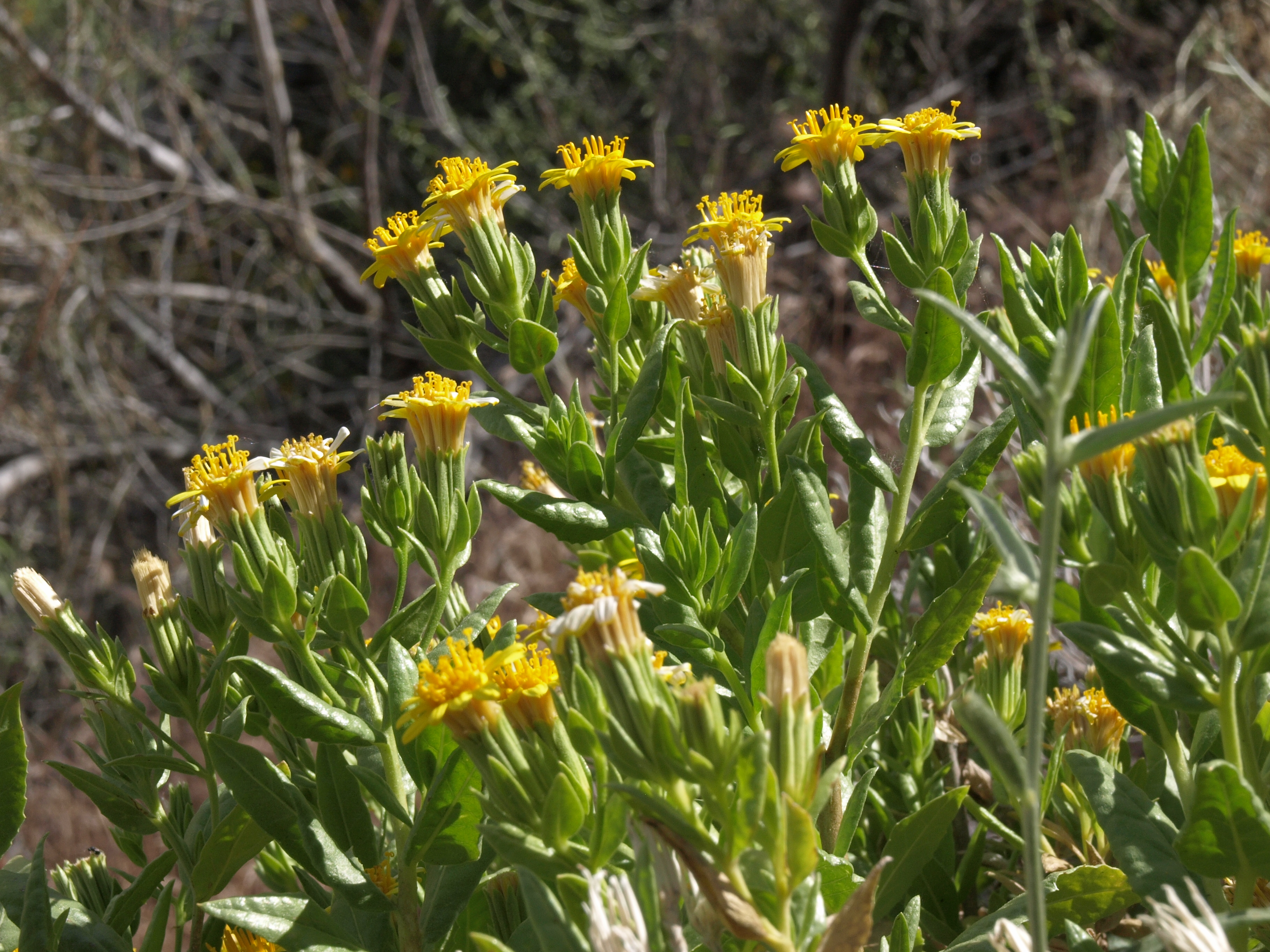
Листья
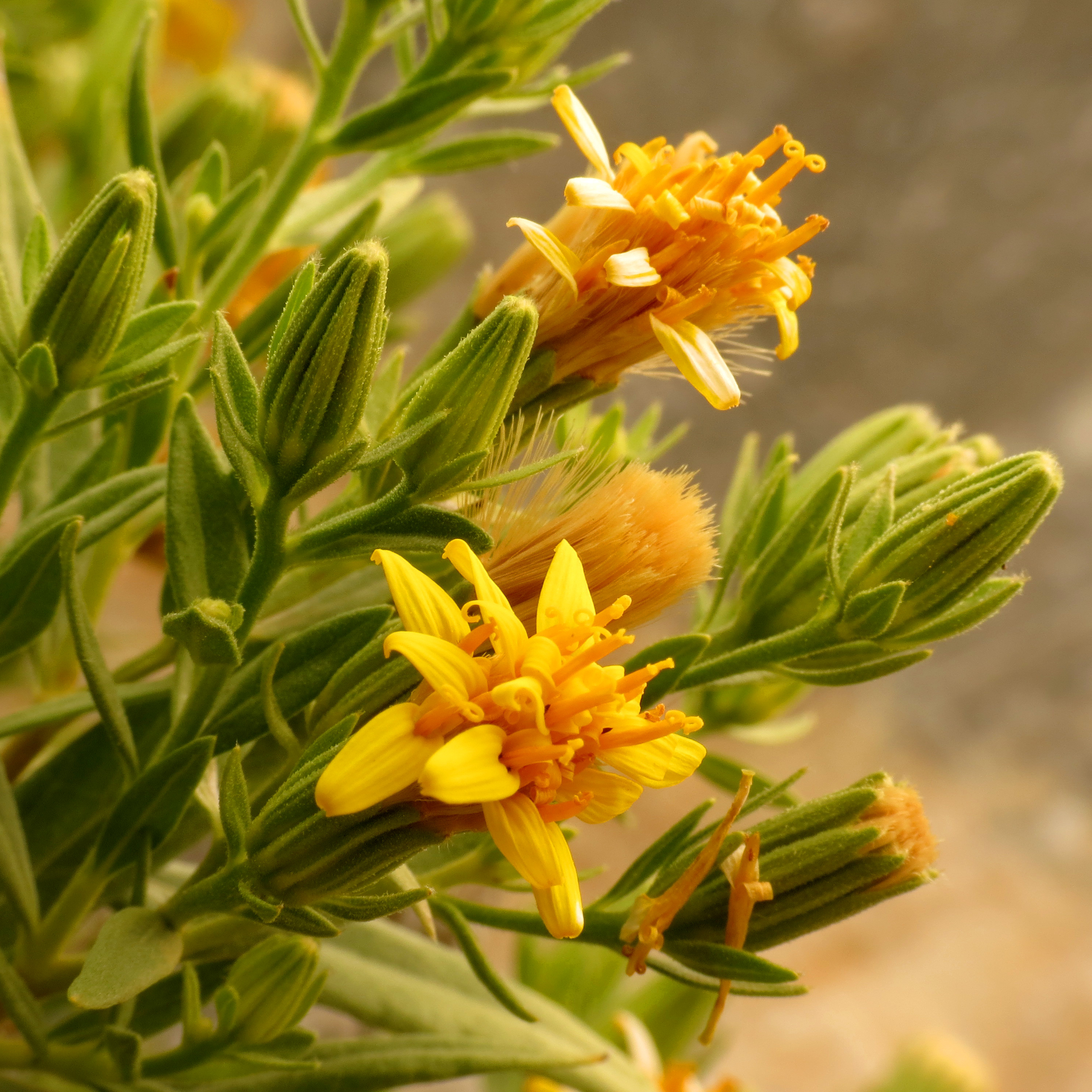
Соцветие
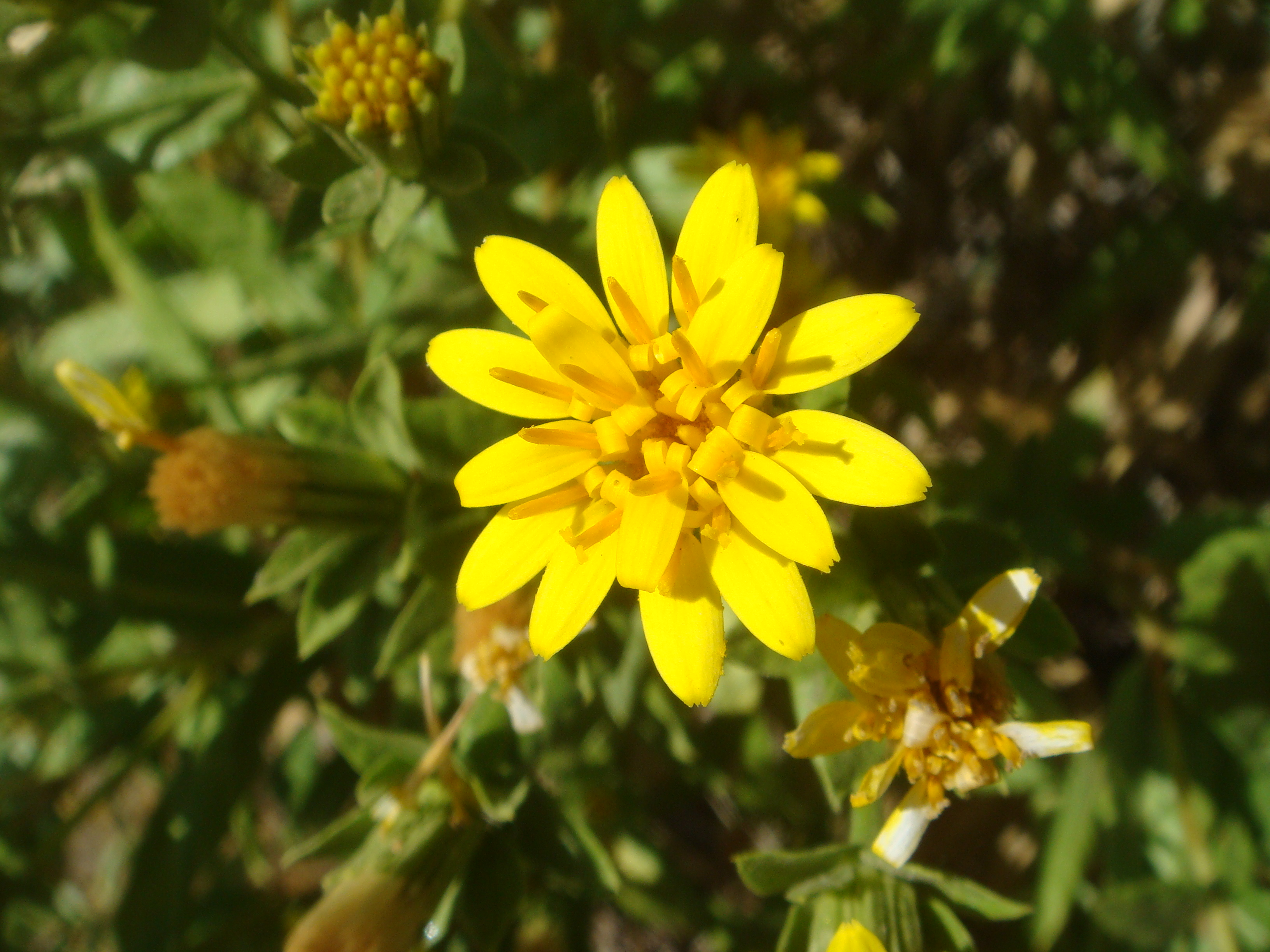
Цветок

## Ареал и местообитание
Триксис калифорнийский произрастает на юго-западе США в Калифорнии, Аризоне, Нью-Мексико и Техасе, а также в Мексике в штатах Нижняя Калифорния, Чиуауа, Коауила, Дуранго, Нуэво-Леон, Синалоа, Сонора, Тамаулипас и Сакатекас. Встречается от уровня моря до 1500 м над уровнем моря. Его типы среды обитания включают каменистые склоны, терновник, кусты и кустарники в пустыне. В западной пустыне Сонора произрастает только в затопляемых речных долинах среди других растений. В пустыне Колорадо растёт в кустарнике ларрее трёхзубчатой. Растёт в кустарнике в пустыне Юма, к востоку от реки Колорадо.

## Использование
Индейский народ сери использовал листья триксиса калифорнийского для курения. Другие применения включали введение для помощи при родах.